# Le Tigre
Le Tigre é uma banda de música eletrônica estadunidense fundada em 1998, na cidade de Nova Iorque, Estados Unidos.
A banda é conhecida por suas letras que defendem temas como feminismo e a comunidade  LGBT

## Discografia

### Álbuns de estúdio
- 1999 - Le Tigre
- 2001 - Feminist Sweepstakes
- 2004 - This Island

### EPs esingles
- 1999 - Hot Topic
- 2001 - From the Desk of Mr. Lady EP
- 2003 - Remix
- Standing In The Way Of Control 12" EP com The Gossip no Kill Rock Stars
- This Island Remixes Volume 1 EP
- This Island Remixes Volume 2EP